# Howard City (Nebraska)
Howard City é uma vila localizada no estado americano de Nebraska, no Condado de Howard.

## Demografia
Segundo o censo americano de 2000, a sua população era de 221 habitantes.
Em 2006, foi estimada uma população de 216, um decréscimo de 5 (-2.3%).

## Geografia
De acordo com o United States Census Bureau, a localidade tem uma área de 1,8 km², sem área coberta por água.

## Localidades na vizinhança
O diagrama seguinte representa as localidades num raio de 20 km ao redor de Howard City.